# Luta Operária (França)
Lutte Ouvrière (Luta Operária, LO) é o semanário da Union Communiste (trotskyste), principal organização do agrupamento internacional Union Communiste Internationaliste. Mas a maioria das pessoas conhecem o partido como Lutte Ouvrière. Inclusive a direção partidária apresenta seus candidatos sob esse nome. O nome pode ser considerado comum tanto para o partido como para seu jornal oficial.
A atual porta-voz nacional do partido é Nathalie Arthaud, assumiu o cargo de Arlette Laguiller no Congresso Anual da Organização em 6 e 7 de dezembro de 2008. Nos últimos anos, a organização passou a ter vários porta-vozes regionais.
Comunista e internacionalista, Lutte Ouvrière defende as ideias do trotskismo e sublinha o papel central da classe operária no processo de transformação da sociedade.

## História

### A origem
A origem de Lutte Ouvrière surge de quando um jovem militante romeno David Korner (conhecido como Barta) junto com outros 3 companheiros começaram a reunir em 1936 os trotskistas franceses excluídos da Seção Francesa da Internacional Operária (SFIO, social-democrata)que constituíram o Parti Ouvrier Internationaliste (Partido Operário Internacionalista, POI).
O grupo se desenvolveu, principalmente depois que com a indicação de Leon Trótski fizeram entrismo no Parti Socialiste Ouvrier et Paysan (Partido Socialista Operário e Camponês , PSOP)  de Marceau Pivert. Chateado com o espírito "pequeno-burguês" que prevalece na Quarta Internacional com a eclosão da Segunda Guerra Mundial, Barta se retira em seguida após um desentendimento banal com um grupo composto por uma dúzia de ativistas, que forma Union Communiste  (UC) com a intenção de estabelecer um contato real e duradouro com a classe operária. Nesta época o principal intento da UC era dedicar uma luta incansável contra a guerra imperialista.
Após a quebra do Pacto Germânico-Soviético e da invasão da União Soviética pelas tropas alemãs (Operação Barbarossa), a UC parte para a defesa da URSS
| “ | Trabalhadores, todos vocês que têm apenas suas correntes para perder e um mundo a ganhar: Evitemos a todo custo que a máquina de guerra imperialista comece a trabalhar contra a URSS . Unidos nesta luta comum, os trabalhadores alemães, franceses, italianos, húngaros, romenos, e tantos outros, formaremos os Estados Unidos Socialistas da Europa, que terá a sua mão fraterna estendida para a URSS, juntos, levaremos a batalha final para a emancipação total da humanidade: os Estados Unidos Socialistas do Mundo. Viva o Exército Vermelho! Viva a União Soviética! Viva os Estados Unidos Socialistas da Europa! Viva a Quarta Internacional! | ” |

Sob ocupação alemã o grupo resiste e divulga os primeiros números de La Lutte de Classes (A Luta de Classes). Foi nessa época que se juntou ao grupo Pierre Bois um militante ferroviário mais conhecido como Vic que teve uma grande atuação na luta contra a ocupação alemã . Outro membro que se destacou foi Mathieu Bucholz principalmente na campanha do boicote ao Serviço de trabalho obrigatório, e que foi perseguido e morto durante a libertação francesa por dois membros do Partido Comunista Francês que o acusavam de ser nazista. A injustiça do crime leva um membro de 16 anos da juventude comunista Robert Barcia conhecido como Hardy, amigo de Mateus Bucholz, a integrar o movimento trotskista.

### A Crise
Em 1947, o grupo Barta ainda tem uma dúzia de ativistas. A UC inicia e participa ativamente da greve na Renault. Pierre Bois é o líder prático, e Barta o líder político, um ataque de tuberculose impediu Robert Barcia participar. Após a greve, o grupo organiza o "Sindicato Democrático Renault" que contará com 406 sindicalizados. No entanto, surgem tensões: Pierre Bois e Barta divergem sobre qual a direção que o grupo tomaria e, depois de uma disputa sobre como escrever um folheto, eclode a crise. O cansaço se apodera da maioria dos ativistas que cessam gradualmente toda a atividade. A ruptura entre Bois e Barta ocorre em 1949, e a UC vai desaparecer em 1950.
Robert Barcia, que sai da UC em meados de 1948 reaparece em 1950 com Pierre Bois, ainda ativo na Renault, tentando reconstruir a organização. Por cinco anos, o grupo tenta se recuperar. Fundada em 1956 Voix Ouvrière (Voz Operária) inclui muitos ex-militantes do "grupo Barta". O próprio Barta participa escrevendo artigos, mas não toma parte na direção. Voix Ouvrière circulou como um pequeno jornal de empresa por muitos anos em colaboração com os lambertistas do Partido Comunista Internacionalista (PCI). O Voix Ouvrière bimensal começou a circular em 1963 com 4 páginas, depois 8 até se tornar um semanário em 1967. Depois da  revolta estudantil e da greve geral de maio-junho de 1968, como todos os movimentos que se reivindicavam do trotskismo e de outros movimentos de esquerda, Voix Ouvrière foi proibido e dissolvido por decreto do Presidente por decreto do presidente Charles de Gaulle de 12 de junho de 1968.
O movimento manobra mudando imediatamente o nome de seu jornal para  Lutte Ouvrière (Luta Operária) e se fortalece e aumentando o número de a tiragem nas fábricas. Em 1971 foi organizado o primeiro festival do Lutte Ouvrière, num campo na cidade de Presles em Val-d'Oise.
Lutte Ouvrière será, então, o primeiro grupo político a apresentar uma mulher na eleição presidencial em 1974, com a escolha de porta-voz e candidata Arlette Laguiller. Em 1981, inicia-se na França o movimento pelas rádios livres e Lutte Ouvrière emplaca a « Radio La Bulle » (Rádio O Touro) que tinha como fundo musical o Bolero de Ravel. A experiência durou poucos meses. Em 2002, Lutte Ouvrière terá algum reconhecimento político e na mídia pois nas eleições presidenciais daquele ano Laguiller deteve 5,72% dos votos.

## Fundamentos Programáticos
- Lutte Ouvrière acredita que o fosso crescente entre os meios tecnológicos cada vez mais sofisticados disponíveis para a humanidade, e a persistência e o agravamento da pobreza e da desigualdade torna possível e necessário a transformação da sociedade capitalista por uma sociedade comunista. Ou seja, disponibilizando todos os bens em comum e sob controle democrático por toda a população da capacidade produtiva e do comércio disponíveis para que a humanidade possa garantir todas as suas necessidades.[7]
- Para Lutte Ouvrière uma sociedade comunista seria bem diferente que a caricatura que ocorreu no Leste Europeu e na União Soviética, será uma sociedade mais livre e mais democrática que a sociedade capitalista atual dando poder real a população de ação e de escolhas. De acordo com a LO, as possibilidades materiais para tal sociedade já existem, o que não foi o caso na Rússia de 1917.[7]
- Lutte Ouvrière vê na classe operária a única classe social que tem poder e o interesse neste processo de transformação dos mecanismos de produção e distribuição das riquezas. LO acredita que tal transformação da sociedade só pode ser resultado de um confronto entre "os que têm apenas o trabalho em si para vender" e aqueles que detêm os meios de produção. É isso que LO chama de revolução.[7]
- Lutte Ouvrière reivindica para si o legado político de Karl Marx e Friedrich Engels, que analisaram o funcionamento e as contradições internas do capitalismo nascente (valor dos bens, o papel da classe operária no processo de produção), Rosa Luxemburgo, Lenin, que liderou a Revolução Russa de 1917 e Leon Trotsky, que analisou as razões para a degeneração da Revolução Russa pela burocracia estalinista, o fracasso da revolução chinesa (1925-27) e Espanhola (1936) e da incapacidade do movimento operário alemão se opor à ascensão do nazismo.[7]
- Na continuidade desta militância, Lutte Ouvrière considera que é necessário que o proletariado tenha um partido para defender seus interesses. Este partido, operário, comunista, revolucionário, é o que busca construir.[7]
- Lutte Ouvrière endossa frase a de Marx "os trabalhadores não têm pátria". Para Lutte Ouvrière o internacionalismo surge a partir da própria estrutura da sociedade capitalista, que já nos coloca em  mundiais as relações de todos os povos do planeta. Portanto, Lutte Ouvrière acredita que a ruptura da ordem social atual só possa ser global, e é, portanto, necessário militantes que trabalhem para criar uma nova mudança internacional. Para LO, nenhum dos grupos internacionais existentes podem reivindicar essa posição, pois não têm nem crédito nem a experiência, nem a força militante para desempenhar um papel significativo em escala internacional.[7]

## Oposição no seio deLutte Ouvrière
A partir dos anos 1970, Lutte Ouvrière experimentou rupturas de importância variáveis. A primeira ruptura ocorre em 1973, um ativista de Paris "Lacoste Bernard", que vai assinar a brochura "Fora com Lutte Ouvrière e o trotskismo" (na verdade, escrita pelo grupo Révolution Internationale, Revolução International, ao qual se juntou depois de sair de LO). Essa brochura influenciou outros militantes, como os que publicaram logo após o texto "Para que os trabalhadores não votem na esquerda e não sejam massacrados seis militantes deixaram Lutte Ouvrière".
Em 1974, uma tendência de oposição é constituída no interior de  Lutte Ouvrière , especialmente nas regiões de Bordeaux e Angoulême, sua principal divergência  era à caracterização do Estado Soviético como "Estado Operário" afirmando que o regime existente poderia ser caracterizado como "Capitalismo de Estado". Esta tendência publicou vários textos sobre a natureza do capitalismo, sobre imperialismo na China, e foram fortemente influenciado por sua interpretação dos "Grundrisse" (Elementos Fundamentais para a Crítica da Economia Política), uma série de textos de Marx que serviu de base para a elaboração de "O Capital". A discussão debandou para um diálogo de surdos entre a maioria (que exigia que a minoria revelasse quais as "consequências práticas" de suas posições) e a minoria (que queria aprofundar suas reflexões teóricas e se recusava a fornecer um imediato contra-programa). A oposição passa a partir de 10 de outubro de 1974, a difundir um texto chamado Tabua Rasa da Confusão. Essa difusão leva a direção de Lutte Ouvrière a dissolver a seção de Bordeaux em 3 de novembro. Os oposicionistas fundam uma fração independente que a partir de dezembro de 1974 0 jornal  « Union Ouvrière, pour l'abolition de l'esclavage salarié » (União Operária, pela abolição da escravidão salarial, a Union ouvrière  evoluirá para posições ultra-esquerdistas. Union Ouvrière desaparecerá em 1977 seus militantes ingressam na corrente sindical Autonomie Ouvrière (Autonomia Operária), criando o grupo Combat Pour l’Autonomie Ouvrière (Combate pela Autonomia Operária).
Enquanto isso, em novembro de 1974, quatro simpatizantes parisienses da oposição "Capitalismo de Estado" (um deles excluído alguns meses antes por fazer contato com a futura editora do SWP britânico para traduzir o livro de Tony Cliff "O Capitalismo de Estado na Rússia" ) foram para Bordeaux, mas não foram recebidos pelos "líderes" da nova Union Ouvrière (eles não só se recusaram a apresentar os outros membros de sua tendência, mas, principalmente, em indicar as base políticas específicas que os levaram a formar um novo grupo). Forçados a criar uma nova "organização" (a quarta!) e um novo jornal. Os quatro fundadores do CC progressivamente recrutaram 20 militantes em Paris, Bordeux e outras cidades, formando o grupo Combat Communiste (Combate Comunista) que publicará uma revista mensal do mesmo nome (informações sobre o grupo Combat Comuniste foram reveladas por um de seus membros fundadores (que militou de 1975 a 1981), e de um artigo publicado na revista "Contre le courant" (Contra a Corrente), intitulado "Bilan d'une exclusion" (Avaliação de uma exclusão) que apareceu no site mondialisme.org sob a rubrica "Nem pátria nem fronteiras". Pode ser encontrado neste site vários textos do grupo Combat Communiste sobre a evolução da esquerda no período 1968-1988).
Combat Communiste construiu laços com várias organizações revolucionárias estrangeiras e contribuiu para a formação de um pequeno grupo a OCRIA (Organização Comunista Revolucionária Internacionalista da Argélia), publicou boletins em uma meia dúzia de empresas e desapareceu em 1990. Combat Communiste foi criticado por vários grupos de esquerda que o chamavam de mini-LO por utilizar os mesmos métodos de organização (células de empresa, círculos de simpatizantes, boletins de empresa, palestras e cursos de formação, adesão ao leninismo etc.) e também as mesmas ideias (com exceção da questão da URSS). Em sua defesa podemos dizer que o grupo tentou fazer uma crítica mais radical com relação aos sindicatos  e ao estalinismo. Também tentou dar uma formação política menos dogmática, e também tentou em sua imprensa e nos boletins de empresa (pelo menos no primeiro ano) reintroduzir uma propaganda socialista mais sistemática e viva. Com o desaparecimento do grupo, ou durante os anos que precederam seu fim, alguns de seus partidários voltaram ao Lutte Ouvrière, outros foram para a ‎Ligue Communiste Révolutionnaire e outros ao Mouvement Communiste (Movimento Comunista).
Entre 1996-2008 existiu uma pequena fração em Lutte Ouvrière que recebeu cerca de 3% dos votos no congresso anual da organização. Ocorreu na sequência de um desacordo inicial sobre a evolução da ex-União Soviética a partir 1989. Esses ativistas procuraram funcionar separadamente, isto é, como uma fração. Outras divergências surgiram, como a questão das relações com outras organizações de esquerda ou divergências sobre a situação política, como por exemplo, durante as manifestações de outubro-novembro de 2005 principalmente na periferia parisiense, mas que se estendeu por várias cidades, iniciada por jovens filhos de imigrantes, em sua maioria do norte da África. Durante o Congresso da Lutte Ouvrière em 2005, esta fracção, denominada "l'Étincelle" (A faisca) desafiou a atitude da maioria, com relação às manifestações nos subúrbios franceses, argumentou que era "uma rebelião de uma parte da juventude operária" e que a maioria havia criticado a forma tomada pela revolta, como a destruição de prédios públicos e os ataques contra ônibus e contra os bombeiros, e lembrando que Lutte Ouvrière  já havia apoiado os manifestantes em Vaulx-en-Velin, em condições semelhantes às de novembro de 2005. Já a direção por sua vez negou o caráter de "uma rebelião de uma parte da juventude operária" e considerou que a violência resultou do curso da crise do sistema capitalista e do desemprego, e que para muitos foi o resultado da falta de educação dessa parcela da juventude lumpen e que esses atos essencialmente negativos não poderiam ser equiparados a uma revolta de classe.
Em janeiro de 2008 "l'Étincelle" elabora uma chapa para as eleições parlamentares na região de  Wattrelos, em Nord, que embora contasse também com militantes da fração majoritária Lutte Ouvrière desagradou a direção. Por fim essa ação resultou na suspensão da fração de todos os fóruns partidários. Em seguida  "l'Étincelle" passa a advogar a necessidade de Lutte Ouvrière participar da construção do Nouveau Parti Anticapitaliste (NPA, o mesmo que a  LCR se dissolverá algum tempo depois).
Reunidos na Conferência Nacional de 21 de setembro de 2008, os militantes de Lutte Ouvrière decidiram expulsar a fração "l'Étincelle".

## Resultados Eleitorais

### Eleições presidenciais
| Data | Candidato         | 1.ª Volta | 1.ª Volta | 1.ª Volta     | 2.ª Volta | 2.ª Volta | 2.ª Volta |
| Data | Candidato         | CI.       | Votos     | %             | CI.       | Votos     | %         |
| ---- | ----------------- | --------- | --------- | ------------- | --------- | --------- | --------- |
| 1974 | Arlette Laguiller | 5.º       | 595 247   | 2,33 / 100,00 |           |           |           |
| 1981 | Arlette Laguiller | 6.º       | 668 057   | 2,30 / 100,00 |           |           |           |
| 1988 | Arlette Laguiller | 8.º       | 606 017   | 1,99 / 100,00 |           |           |           |
| 1995 | Arlette Laguiller | 6.º       | 1 615 552 | 5,30 / 100,00 |           |           |           |
| 2002 | Arlette Laguiller | 5.º       | 1 630 045 | 5,72 / 100,00 |           |           |           |
| 2007 | Arlette Laguiller | 9.º       | 487 857   | 1,33 / 100,00 |           |           |           |
| 2012 | Nathalie Arthaud  | 9.º       | 202 548   | 0,56 / 100,00 |           |           |           |
| 2017 | Nathalie Arthaud  | 10.º      | 232 384   | 0,64 / 100,00 |           |           |           |
| 2022 | Nathalie Arthaud  | 12.º      | 197 094   | 0,56 / 100,00 |           |           |           |